# Micropsectra tuberosa
Micropsectra tuberosa är en tvåvingeart som beskrevs av Reiss 1968. Micropsectra tuberosa ingår i släktet Micropsectra och familjen fjädermyggor.
Artens utbredningsområde är Nepal. Inga underarter finns listade i Catalogue of Life.